# Anisodes timotheus
Anisodes timotheus là một loài bướm đêm trong họ Geometridae.